# Arthroleptis nguruensis
Arthroleptis nguruensis es una especie de anfibio anuro de la familia Arthroleptidae.

## Distribución geográfica
Esta especie es endémica de Tanzania. Habita entre los 1790 y 2100 m de altitud en las montañas de Nguru.

## Etimología
El nombre de su especie, compuesto de nguru y el sufijo latín -ensis, significa "que vive, que habita", y le fue dado en referencia al lugar de su descubrimiento.

## Publicación original
- Poynton, Menegon & Loader, 2009 "2008" : A new giant species of Arthroleptis (Amphibia: Anura) from the forests of the Nguru Mountains, Tanzania. African Journal of Herpetology, vol. 57, p. 63-74[3]